# 1150 Ахая
1150 Ахая (1929 RB, 1955 SZ1, 1150 Achaia) — астероїд головного поясу, відкритий 2 вересня 1929 року.
Тіссеранів параметр щодо Юпітера — 3,645.